# John Biffen
William John Biffen, baron Biffen (ur. 3 listopada 1930 w Combwich, zm. 14 sierpnia 2007 w Londynie) – brytyjski polityk, członek Partii Konserwatywnej, minister w rządach Margaret Thatcher.
Urodził się we wsi Combwich w hrabstwie Somerset. Był synem rolnika Victora Biffena i jego żony, Tish. Wykształcenie odebrał najpierw w wiejskiej szkole w Otterhampton, a następnie w Dr. Morgan's Grammar School w Bridgwater. Dzięki uzyskanemu stypendium rozpoczął studia historyczne w Jesus College na Uniwersytecie Cambridge. W latach 1953–1960 pracował dla Tube Investments Ltd.
Do Izby Gmin dostał się w 1961 r., wygrywając wybory uzupełniające w okręgu Oswestry. Okręg ten reprezentował do jego likwidacji w 1983 r. Następnie przeniósł się do okręgu North Shropshire, który reprezentował do przejścia na emeryturę w 1997 r. W tym samym roku został kreowany parem dożywotnim jako baron Biffen i zasiadł w Izbie Lordów.
Początkowo należał do stronników Enocha Powella. W 1965 r. głosował na niego podczas wyborów na lidera partii. Biffen dał się poznać jako eurosceptyk. W 1972 r., wbrew stanowisku własnej partii, głosował przeciwko wstąpieniu Wielkiej Brytanii do EWG. Opowiadał się za szczelną polityką fiskalną oraz sprzeciwiał się ingerencji państwa w gospodarkę.
Jego poglądy sprawiały, że za czasów Edwarda Heatha nie sprawował żadnych stanowisk rządowych. Lepsze dla niego czasy nadeszły wraz z objęciem przez Margaret Thatcher funkcji lidera konserwatystów. Po zwycięskich wyborach 1979 r. Biffen został członkiem gabinetu jako naczelny sekretarz skarbu. W latach 1981–1982 był ministrem handlu. W 1982 r. został przewodniczącym Izby Gmin oraz Lordem Przewodniczącym Rady. W 1983 r. został Lordem Tajnej Pieczęci, pozostając przewodniczącym Izby Gmin.
Biffen był zagorzałym krytykiem modelu państwa opiekuńczego. W 1981 r. w przemówieniu na konferencji Partii Konserwatywnej skrytykował wzrost wydatków na sferę socjalną, podsumowując swój odczyt słowami "wszyscy jesteśmy socjaldemokratami" (We are all social democrats now). Pozycja Biffena w rządzie zachwiała się w 1986 r., kiedy konserwatyści przegrali wybory samorządowe oraz wybory uzupełniające w dwóch okręgach. Biffen udzielił wówczas wywiadu, w którym uznał za nieprawdopodobne, że obecna premier pozostanie premierem przez następną kadencję parlamentu. Ta wypowiedź spowodowała, że stracił poparcie Margaret Thatcher, która po wyborach 1987 r. usunęła go z gabinetu. Miesiąc później Biffen określił administrację Thatcher mianem "stalinowskiego reżimu".
Po usunięciu z gabinetu Biffen zasiadł w tylnych ławach parlamentu. W 1988 r. głosował przeciwko Local Government Act, który wprowadzał podatek pogłówny. Sprzeciwiał się również ratyfikacji Traktatu z Maastricht. Mimo konserwatywnych poglądów na gospodarkę posiadał liberalne poglądy społeczne - sprzeciwiał się karze śmierci oraz popierał równouprawnienie homoseksualistów.
Zmarł po krótkiej chorobie w 2007 r. w wieku 77 lat. Wcześniej przez wiele lat cierpiał z powodu niewydolności nerek.
Był żonaty z Sally Wood (od 1979 r.). Nie miał dzieci.

## Publikacje
- Nation in Doubt, Conservative Political Centre, 1976
- Political Office, or Political Power?: Six Speeches on National and International Affairs, Centre for Policy Studies, 1977
- Inside Westminster, Andre Deutsch Ltd, 1996